# Kanton Aubenas

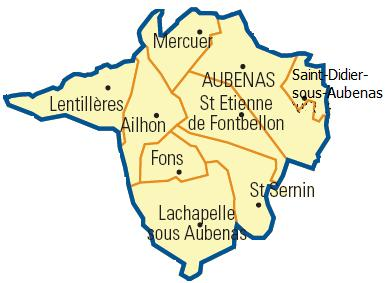
Übersichtskarte

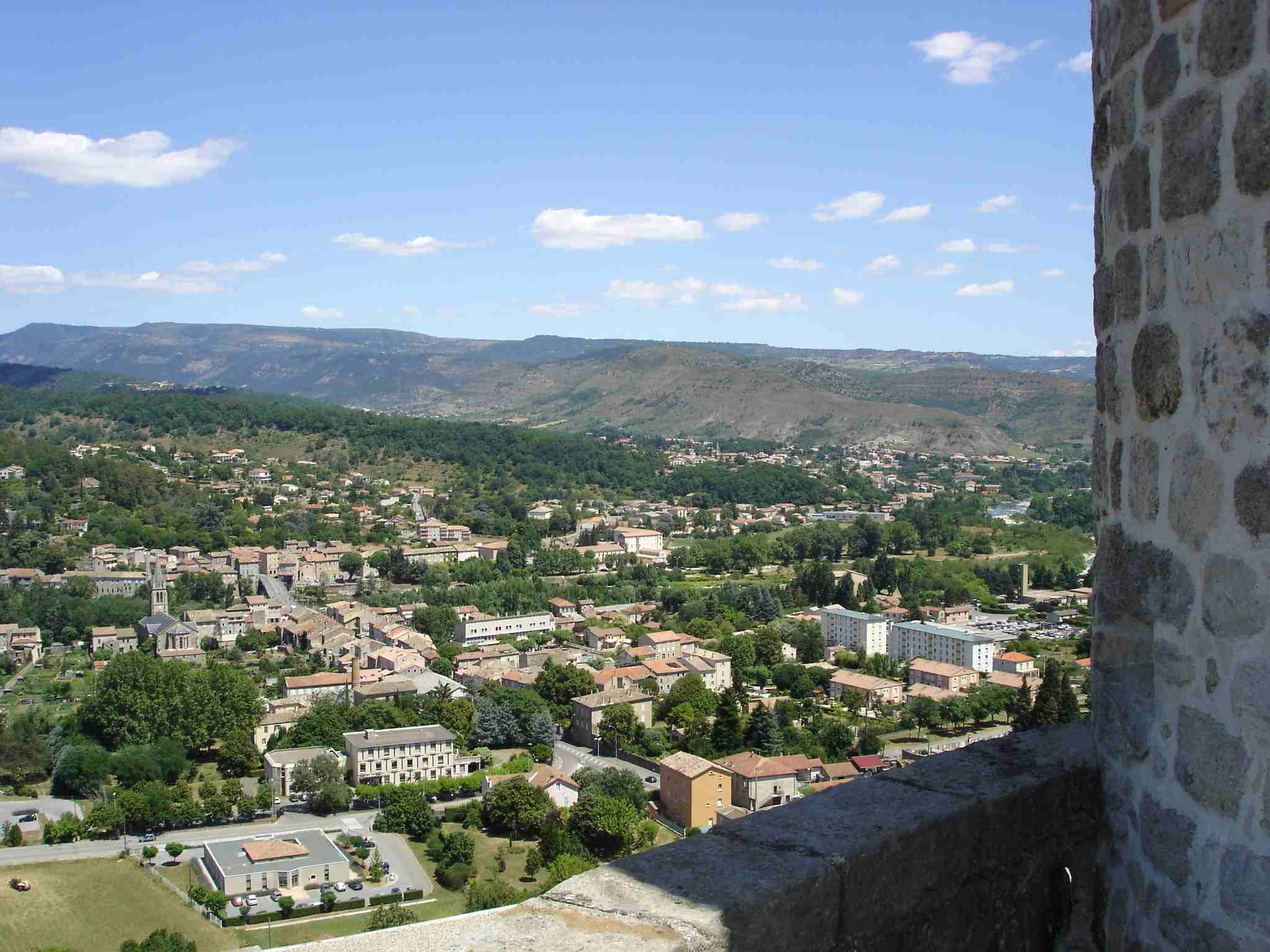
Blick über Aubenas

Der Kanton Aubenas war bis 2015 ein französischer Wahlkreis im Arrondissement Largentière, im Département Ardèche und in der Region Rhône-Alpes; sein Hauptort (frz.: chef-lieu) war Aubenas. Per Verordnung des Präfekten vom 22. Februar 2007 wechselte der Kanton zum 1. März 2007 vom Arrondissement Privas zum Arrondissement Largentière. Die landesweiten Änderungen in der Zusammensetzung der Kantone brachten im März 2015 schließlich seine Auflösung.
Der Kanton Aubenas war 70,61 km² groß und hatte 20.297 Einwohner (Stand 2012).

## Gemeinden
| Gemeinde                    | Einwohner (Stand: 2022) | Postleitzahl | INSEE-Code |
| --------------------------- | ----------------------- | ------------ | ---------- |
| Ailhon                      | 553                     | 07200        | 07002      |
| Aubenas                     | 12.488                  | 07200        | 07019      |
| Fons                        | 317                     | 07200        | 07091      |
| Lachapelle-sous-Aubenas     | 1.840                   | 07200        | 07122      |
| Lentillères                 | 236                     | 07200        | 07141      |
| Mercuer                     | 1.315                   | 07200        | 07155      |
| Saint-Didier-sous-Aubenas   | 924                     | 07200        | 07229      |
| Saint-Étienne-de-Fontbellon | 2.894                   | 07200        | 07231      |
| Saint-Sernin                | 1.842                   | 07200        | 07296      |